# Distrikt Huandoval
Der Distrikt Huandoval liegt in der Provinz Pallasca in der Region Ancash in West-Peru. Der Distrikt wurde am 9. März 1923 gegründet. Er besitzt eine Fläche von 116 km². Beim Zensus 2017 wurden 1083 Einwohner gezählt. Im Jahr 1993 lag die Einwohnerzahl bei 1193, im Jahr 2007 bei 1144. Die Distriktverwaltung befindet sich in der 3035 m hoch gelegenen Ortschaft Huandoval mit 720 Einwohnern (Stand 2017). Huandoval liegt knapp 8 km nordnordöstlich der Provinzhauptstadt Cabana.

## Geographische Lage
Der Distrikt Huandoval liegt zentral in der Provinz Pallasca. Das Areal wird über den Río Huandoval (auch Río Sacaycacha), einen linken Nebenfluss des Río Tablachaca, nach Westen entwässert.
Der Distrikt Huandoval grenzt im Westen an den Distrikt Bolognesi, im Nordosten und im Norden an die Distrikte Pallasca und Huacaschuque, im Nordosten an den Distrikt Lacabamba, im Südosten an den Distrikt Conchucos sowie im Süden an den Distrikt Cabana.